# Rogue Trooper (jeu vidéo, 1986)
Pour les articles homonymes, voir Rogue Trooper (homonymie).
Rogue Trooper est un jeu d'action en perspective isométrique développé par Design Design et édité par Piranha Software sur ZX Spectrum, Commodore 64 et Amstrad CPC en 1986. C'est une adaptation du comics Rogue Trooper,,,,.

## Système de jeu
Rogue Trooper est un jeu d'action en perspective isométrique,.